# Mount Gilead, Ohio
Mount Gilead là một làng thuộc quận Morrow, tiểu bang Ohio, Hoa Kỳ. Năm 2010, dân số của làng này là 3660 người.

## Dân số
- Dân số năm 2000: 3290 người.
- Dân số năm 2010: 3660 người.